# Dyckessjön
Dyckessjön är en sjö i Härjedalens kommun i Härjedalen och ingår i Ljusnans huvudavrinningsområde. Sjön har en area på 0,363 kvadratkilometer och ligger 577,8 meter över havet. Sjön avvattnas av vattendraget Dyckan.

## Delavrinningsområde
Dyckessjön ingår i det delavrinningsområde (689381-137911) som SMHI kallar för Ovan 689642-137891. Medelhöjden är 648 meter över havet och ytan är 22,69 kvadratkilometer. Det finns inga avrinningsområden uppströms utan avrinningsområdet är högsta punkten. Dyckan som avvattnar avrinningsområdet har biflödesordning 3, vilket innebär att vattnet flödar genom totalt 3 vattendrag innan det når havet efter 308 kilometer. Avrinningsområdet består mestadels av skog (83 procent). Avrinningsområdet har 0,36 kvadratkilometer vattenytor vilket ger det en sjöprocent på 1,6 procent.